# جعيبر (الرقة)
جعيبر قرية سورية تتبع ناحية الجرنية في منطقة الثورة في محافظة الرقة. بلغ عدد سكانها 277 نسمة في عام 2004 حسب إحصاء المكتب المركزي للإحصاء.